# Plaza de Los Mártires (León)
Plaza de los Mártires es una plaza pública de la ciudad de León, Guanajuato, México. Está ubicada en el Centro Histórico de esa localidad, siendo su plaza principal.

## Descripción
La plaza está delimitada al norte por el Portal Aldama, al poniente por el Templo del Sagrario y el Palacio Municipal —construido en 1860—, al oriente por la calle Benito Juárez.

## Historia
La construcción del actual Parroquia del Sagrario, establecida al poniente de la plaza, fue iniciada en 1588 por la Orden de San Francisco como un establecimiento de dicha orden y constituyéndose en uno de los templos más antiguos de la ciudad.
La construcción del kiosco de la plaza se inició en 1891 con una fundición de hierro hecha por una casa establecida en Lagos de Moreno. Se finalizó en 1913.El 2 de enero de 1946 la plaza fue escenario del asesinato de decenas de personas de la organización de derecha Unión Cívica Leonesa que protestaban por el Fraude electoral de 1946 a manos de tropas del Ejército Mexicano y policía local comandadas por el general Bonifacio Salinas.
A la usanza de otras plazas principales del país, este espacio llevó el nombre de Plaza de la Constitución hasta que en 1974 fue cambiado el nombre al actual en recuerdo de las víctimas de los hechos de 1946.